# Bryochenea vestitissima
Bryochenea vestitissima är en bladmossart som beskrevs av Andries Touw 2001. Bryochenea vestitissima ingår i släktet Bryochenea och familjen Thuidiaceae. Inga underarter finns listade i Catalogue of Life.